# Про черепаху
«Про черепаху» — советский короткометражный мультфильм 1980 года. Первый самостоятельный фильм режиссёра Александра Горленко.
Второй из трёх сюжетов мультипликационного альманаха «Весёлая карусель» № 11.

## Сюжет
Мультфильм про медлительную черепаху, которая очень медленно одевалась на прогулку и всякий раз при её выходе на улицу наступало другое время года.

## Музыка
В фильме использована музыка Самуэля Шейдта «Variationen über eine Gaillarde von John Dowland».

## Съёмочная группа
| режиссёр             | Александр Горленко                                                   |
| сценарист            | Анатолий Петров                                                      |
| художник-постановщик | Александр Горленко                                                   |
| оператор             | Михаил Друян                                                         |
| аниматоры            | Александр Мазаев, Александр Горленко, Людмила Лобанова, Юрий Кузюрин |

## Награды
- 1981 — Приз детского жюри Всесоюзного кинофестиваля в Минске.[2]
- 1981 — Первая премия на XIV всесоюзном кинофестивале в Вильнюсе